# 東京水道
東京水道株式会社（とうきょうすいどう、英: Tokyo Water Co., Ltd.）は日本の水道事業を行う会社である。本社は東京都新宿区西新宿の新宿アイランドタワー。東京23区以外の主な拠点として東京都立川市柴崎町の多摩事業本部がある。

## 概要
東京都などが出資する第三セクター会社で、前身は株式会社PUC（旧・財団法人公営事業電子計算センター）および東京水道サービス株式会社（旧・水道総合サービス株式会社）である。東京都水道局の出資比率は51%であり、東京都監理団体とされている。
管路施設の管理、浄水施設の管理、水道に関するコンサルティング・調査、技術開発、水道資器材の管理・販売を主要事業とし、主たる委託者は東京都水道局である。近年では、給水装置業務委託や設計業務、工事監督を受託している。
2019年（平成31年）1月24日よりPUCと東京水道サービスの合併に向けた協議を開始し、2020年2月10日、合併調印式を行った。2020年4月1日付でPUCを存続会社として合併し、東京水道株式会社となった。

## 沿革

### 株式会社PUC
- 1966年（昭和41年）8月 - 東京都千代田区大手町に財団法人公営事業電子計算センター設立。
- 1966年（昭和41年）10月 - 東京都水道局水道料金調定システムの運用開始。
- 1985年（昭和60年）4月 - 本部を新宿区西新宿の新宿国際ビルディングに移転。
- 1986年（昭和61年）12月 - 東京都水道局徴収事務オンラインシステムの運用開始。
- 1991年（平成3年）2月 - 「システムインテグレーター企業」に登録。
- 1993年（平成5年）3月 - ハンディターミナルによる水道検針業務の開始。
- 1995年（平成7年）2月 - 本部を新宿アイランドタワーに移転。
- 1999年（平成11年）7月 - プライバシーマーク取得。
- 2002年（平成14年）
  - 1月 - 東京都水道局水道料金ネットワークシステムの運用開始。
  - 8月 - 品質マネジメントシステム認証を取得。
- 2003年（平成14年）
  - 1月 - 「特定システムオペレーション企業」に認定。
  - 8月 - 情報セキュリティマネジメントシステム認証を取得。
- 2004年（平成16年）
  - 4月 - 株式会社PUC（公営事業電算センターの英文表記「Public Utility services Center」を流用）を設立
  - 7月 - PUCが公営事業電子計算センターの事業を譲受。
- 2005年（平成17年）1月 - 東京都水道局多摩水道料金等ネットワークシステムの運用開始。東京都水道局お客さまセンターの運用開始。
- 2006年（平成18年）
  - 1月 - 立川事務所開設。
  - 4月 - 多摩地区5カ所に東京都水道局サービスステーションの運営開始。
  - 10月 - 東京都から監理団体の指定。
  - 11月 - 東京都水道局多摩お客さまセンターの運用開始。
- 2008年（平成20年）4月 - 東京都水道局サービスステーションの運営拡大（多摩地区12カ所）。これにより26市町すべての区域の業務を受託。
- 2011年（平成23年）8月 - 区部1カ所で東京都水道局営業所の運営開始。
- 2012年（平成24年）
  - 4月 - 昭島市水道包括業務開始、「WISH」による羽村市水道料金システム稼働開始。
- 2014年（平成26年）4月 - 秋田市上下水道局お客様センター業務受託開始。
- 2017年（平成29年）4月 - 東京都水道局営業所の運営拡大（区部5カ所目）。
- 2018年（平成30年）10月 - 松阪市水道包括業務開始。

### 東京水道サービス株式会社
- 1987年（昭和62年）2月2日 - 中央区日本橋小伝馬町に水道総合サービス株式会社創立。
- 1990年（平成2年）5月28日 - 大田区雪谷大塚町に本社移転。
- 1993年（平成5年）6月 - 自動水質計器保守点検業務を受託。
- 1994年（平成6年）4月 - 多摩水道事故受付センター設置受付業務を受託。
- 1996年（平成8年）4月 - 大船配水所外10個所水道用施設運転管理等業務を受託。
- 1997年（平成9年）5月6日 - 新宿区西新宿の新宿グリーンタワービルに本社移転。
- 1998年（平成10年）4月 - 貯蔵品管理業務、メータ管理業務を受託。
- 2000年（平成12年）4月 - 上水南浄水所外9個所水道用施設運転管理及び運用等業務を受託。
- 2001年（平成13年）
  - 4月 - 多摩業務センター（立川ビル）開設。
  - 6月21日 - 社名を東京水道サービス株式会社に変更。
- 2003年（平成15年）1月 - ISO 9001：2000認証取得。
- 2006年（平成18年）4月1日 - 給水装置工事検査現場立会等業務を水道局から受託。
- 2007年（平成19年）4月1日 - 直結給水方式切替えの見積り・相談サービスを開始。砧浄水場の運転管理業務を受託
- 2008年（平成20年）4月1日 - 区部に給水管工事事務所8箇所開設、給水装置業務を受託
- 2008年（平成20年）4月1日 - 三園浄水場の運転管理業務を受託。
- 2009年（平成21年）6月1日 - 長沢浄水場の運転管理業務を受託。
- 2011年（平成23年）4月1日 - 小作浄水場の運転管理業務を受託。
- 2012年（平成24年）9月18日 - タイ王国現地企業との合弁会社TSS-TESCO BANGKOK Co., Ltd.を設立。
- 2013年（平成25年）
  - 2月12日 - タイ王国首都圏水道公社との無収水対策事業に関する契約の締結。
  - 9月26日 - ミャンマー・ヤンゴン市との技術協力等に関する覚書の締結。
- 2014年（平成26年）
  - 3月18日 - JICA及びペナン水道株式会社（PBAPP）とMOM（議事録）を締結。
  - 10月20日 ‐ ミャンマー・ヤンゴン市の無収水低減プロジェクトに関する契約の締結。
- 2015年（平成27年）12月25日 -JICA草の根技術協力事業におけるベトナム国ハノイ水道公社とのMOM締結。
- 2016年（平成28年）
  - 10月7日 - ミャンマー・ヤンゴン市との技術協力等に関する覚書に基づく、ミャンマー・ヤンゴン市の無収水対策事業の広域展開。台湾自来水公司発注の無収水低減総合コンサルティング業務の受託。
  - 12月6日 ‐ 台北自来水事業処発注のNS管パイロット事業に係るコンサルティングの受託。
- 2017年（平成29年）
  - 6月5日 ‐ 北奥羽広域水道総合サービスと「水道の技術協力に関する覚書」を締結。
  - 7月4日 ‐ 草の根技術協力事業におけるマレーシア国との水運用等に関する覚書の締結。
  - 7月11日 ‐ ミャンマー・ヤンゴン市資金による水道施設維持管理事業の基本事項合意書の締結。
- 2018年（平成30年）7月5日 ‐ 台湾自来水公司発注のNS管パイロット事業に係るコンサルティングの受託。
- 2019年（平成31年）1月24日 ‐ PUCとの合併に向けた協議を開始[2]。

### 東京水道株式会社
- 2020年（令和2年）4月1日 - PUCを存続会社として東京水道サービスと合併し、東京水道株式会社となる[3]。

## 不祥事
2023年6月30日、東京水道の男性主任が、顧客の個人情報を漏洩していたと発表した。同日、男は東京都個人情報保護条例違反の疑いで、警視庁に書類送検された。